# 17.
◄ | 1. stoljeće pr. Kr. | 1. stoljeće | 2. stoljeće | ►
◄ | 10-ih pr. Kr. | 0-ih pr. Kr. | 0-ih | 10-ih | 20-ih | 30-ih | 40-ih | ►
◄◄ | ◄ | 14. | 15. | 16. | 17. | 18. | 19. | 20. | ► | ►►
Astronomija • Književnost • Kršćanstvo

## Smrti
- Livije, rimski povjesničar (* 59. pr. Kr.)
- Ovidije rimski pjesnik (* 43. pr. Kr.)

## Vanjske poveznice
|  | Zajednički poslužitelj ima još gradiva o temi 17. |